# Titanoderma
Titanoderma Nägeli in Nägeli & Cramer, 1858  é o nome botânico  de um gênero de algas vermelhas pluricelulares da família Corallinaceae, subfamília Lithophylloideae.

## Espécies
Apresenta 3 espécies taxonomicamente válidas:
- Titanoderma mediterraneum (Foslie) Woelkerling, 1988
- Titanoderma ramosissimum (Heydrich) Bressan & Cabioch, 2004
- Titanoderma trochanter (Bory de Saint-Vincent) Benhissoune, Boudouresque, Perret-Boudouresque & Verlaque, 2002